# Aardappelrooimachine

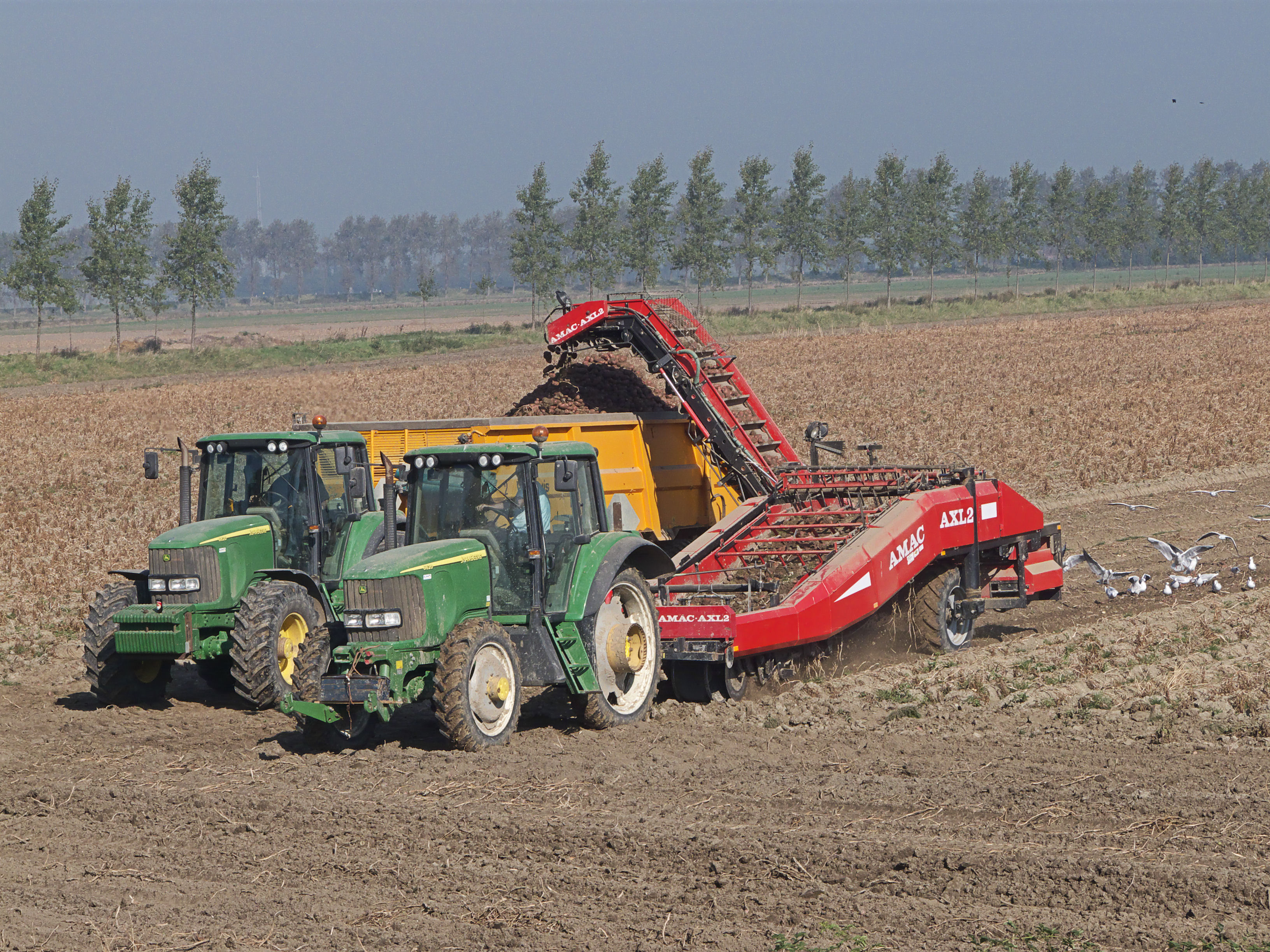
Tractor met rooimachine

Een aardappelrooimachine is een machine om aardappelen te rooien. Het doel van deze machine is de aardappel uit de grond te lichten en te zuiveren van stenen, aarde, loof en onkruid.
Deze machines komen in allerlei maten en vormen voor. Welk type er wordt gebruikt is afhankelijk van de stand van mechanisatie en schaalvergroting en de plaatselijke manier van werken.
Een overzicht van de meest gehanteerde combinaties:
- tractor met rooimachine ( krachtbron en rooimachine zijn twee onafhankelijke machines) zonder bunkeropslag
- tractor met rooimachine en bunkeropslag
- tractor met frontrooier en rooimachine, al dan niet met bunkeropslag
- zelfrijdende ( krachtbron en rooimachine zijn een geheel) rooimachine zonder bunkeropslag
- zelfrijdende rooimachine met bunkeropslag.

De moderne complexe machines maken het mogelijk dat grote hoeveelheden aardappels in een werkgang zonder schade geoogst worden.

## Toepassing
De moderne machines kunnen door bepaalde onderdelen aan te passen ook voor het rooien van andere teelten ingezet worden.
Teelten:
- cichorei
- rapen
- uien
- bloembollen
- rode biet
- wortel
- schorseneer